# Oksana Bajulová
Oksana Serhijivna Bajulová, ukrajinsky Оксана Сергіївна Баюл (* 16. listopad 1977 Dnipro) je ukrajinská krasobruslařka. Olympijská vítězka z roku 1994, z olympiády v Lillehammeru, a mistryně světa z roku 1993, z pražského šampionátu. Je historicky první olympijskou vítězkou reprezentující obnovený 
nezávislý stát Ukrajinu.

## Život
Měla pohnutý osud. Rodiče se rozvedli v jejích dvou letech, s otcem se pak nestýkala. Ve třinácti jí zemřela na rakovinu matka. Protože neměla žádné příbuzné a s otcem se nechtěla vidět, ujal se jí krasobruslařský trenér. Emigrovala s ním do Kanady, ale zakrátko se vrátila zpět do Oděsy. Trenérka Halyna Zmievska ji nastěhovala do svého malého bytu ke dvěma dcerám. V patnácti letech vyhrála mistrovství světa a v šestnácti olympiádu.
Po olympiádě přešla k profesionálům a odstěhovala se do USA. Ovšem rychlá sláva a bohatství, na které nebyla zvyklá, ji přivedly k psychickým problémům, které řešila alkoholem. Roku 1997 havarovala pod vlivem alkoholu se svým automobilem nedaleko amerického města Simsbury. Při nehodě utrpěla zranění hlavy. Šla se léčit, ale problémy s alkoholem se opakovaly. Závislost na alkoholu nakonec prý překonala a usmířila se i s otcem. V USA má též vlastní módní a šperkařskou firmu.
V lednu 2015 se provdala za Carla Farinu. Manželé žijí v Las Vegas spolu s dcerou Sophií (* 2015).